# Male Grahovše
Male Grahovše – wieś w Słowenii, w gminie Laško. W 2018 roku liczyła 39 mieszkańców.